# Месје Боден иде на посао
„Месје Боден иде на посао” је југословенски ТВ филм из 1964. године. Режирао га је Јован Коњовић а сценарио је написао Мирослав Караулац по делу Жоржа Куртелина.

## Улоге
| Глумац            | Улога |
| ----------------- | ----- |
| Душан Голумбовски |       |
| Предраг Лаковић   |       |
| Предраг Тасовац   |       |